# Tuckerton
Tuckerton est une municipalité américaine située dans le comté d'Ocean au New Jersey.
Lors du recensement de 2010, sa population est de 3 347 habitants. La municipalité s'étend sur 3,8 milles carrés (9,84 km2), dont 0,44 milles carrés (1,14 km2) d'étendues d'eau.
La ville devient un borough indépendant de Little Egg Harbor Township en février 1901. Elle est nommée en l'honneur d'Ebenezer Tucker (en).